# Vathanjärvet (Jukkasjärvi socken, Lappland, 753155-173008)
Vathanjärvet är en sjö i Kiruna kommun i Lappland och ingår i Torneälvens huvudavrinningsområde. Sjön har en area på 0,0974 kvadratkilometer och ligger 338,2 meter över havet.

## Delavrinningsområde
Vathanjärvet ingår i det delavrinningsområde (752643-173027) som SMHI kallar för Mynnar i Torneälvens vattendragsyta. Medelhöjden är 355 meter över havet och ytan är 66 kvadratkilometer. Det finns inga avrinningsområden uppströms utan avrinningsområdet är högsta punkten. Vathanjoki som avvattnar avrinningsområdet har biflödesordning 2, vilket innebär att vattnet flödar genom totalt 2 vattendrag innan det når havet efter 333 kilometer. Avrinningsområdet består mestadels av skog (81 procent) och sankmarker (15 procent). Avrinningsområdet har 1,55 kvadratkilometer vattenytor vilket ger det en sjöprocent på 2,4 procent.